# 曼科斯區
曼科斯區（西班牙語：Distrito de Mancos），是秘魯的一個區，位於該國北部安卡什大區的永蓋省，始建於1857年1月2日，面積64.05平方公里，海拔高度2,507米，2005年人口7,276，人口密度為每平方公里110人。